# Asgårdsvej (Silkeborg)
 For alternative betydninger, se Asgårdsvej. (Se også artikler, som begynder med Asgårdsvej)
Asgårdsvej er en gade i Hvinningdal i det vestlige Silkeborg. Den er en sidevej til Odinsvej og er forbundet med Midgårdsvej via Huginsvej, Granesvej og Mimersvej. Vejen er 335 meter lang og er præget af parcelhuse og af indgangen til et skovparti i den sydøstlige ende.
Ligesom de fleste andre veje i Hvinningdal er Asgårdsvej anlagt i begyndelsen af 1970'erne. Vejen er opkaldt efter Asgård, det sted hvor gudeslægten aserne bor ifølge nordisk mytologi.

## Links
- Andre gader med mytologiske navne Arkiveret 16. december 2005 hos  Wayback Machine
- Mytolex Arkiveret 24. oktober 2020 hos  Wayback Machine. Et online-leksikon om nordisk mytologi.

|  | Denne artikel om en bygning eller et bygningsværk kan blive bedre, hvis der indsættes et (bedre) billede. Du kan hjælpe ved at afsøge Wikimedia Commons for et passende billede eller lægge et op på Wikimedia Commons med en af de tilladte licenser og indsætte det i artiklen. |

56°9′47.95″N 9°29′55.82″Ø / 56.1633194°N 9.4988389°Ø